# Hibbertia arnhemica
Hibbertia arnhemica är en tvåhjärtbladig växtart som beskrevs av Sally T. Reynolds. Hibbertia arnhemica ingår i släktet Hibbertia och familjen Dilleniaceae. Inga underarter finns listade i Catalogue of Life.